# يو إف سي 188
يو إف سي 188: فيلاسكيز ضد ويردوم (بالإنجليزية: UFC 188: Velasquez vs. Werdum)‏ هو حدث لفنون القتال المختلطة نظمته يو إف سي، أُقيم في 13 يونيو 2015، على أرينا مكسيكو سيتي في مدينة مكسيكو، المكسيك.